# 露比·莫雷諾
露比·莫雷諾（日语：ルビー・モレノ，1965年9月22日—）是日本及菲律賓女演員。她憑著電影《月夜行車》在第18屆報知電影獎之中奪得最佳女主角大獎及在第15屆橫濱電影節之中奪得最佳女配角大獎。

## 外部連結
- 露比·莫雷諾在互联网电影资料库（IMDb）上的資料（英文）